# Kastilische Küche

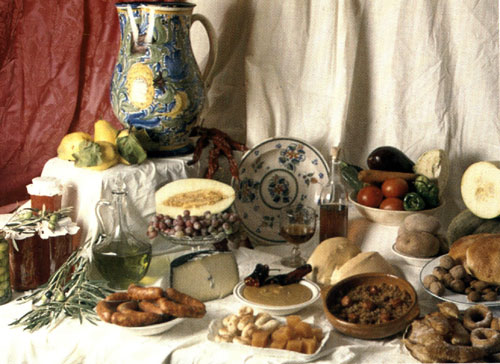
Produkte aus Kastilien-La Mancha

Die kastilische Küche ist die Küche der spanischen Regionen Kastilien-León, Kastilien-La Mancha und Madrid.
Die kastilische Küche ist vom trockenen, kontinentalen Klima Zentralspaniens, der Meseta, geprägt. In Kastilien werden unter anderem einfache Bauern- und Hirtengerichte zubereitet, vor allem Hülsenfrucht-Eintöpfe und gegrilltes Schweine- und Lammfleisch.

## Gerichte aus Kastilien

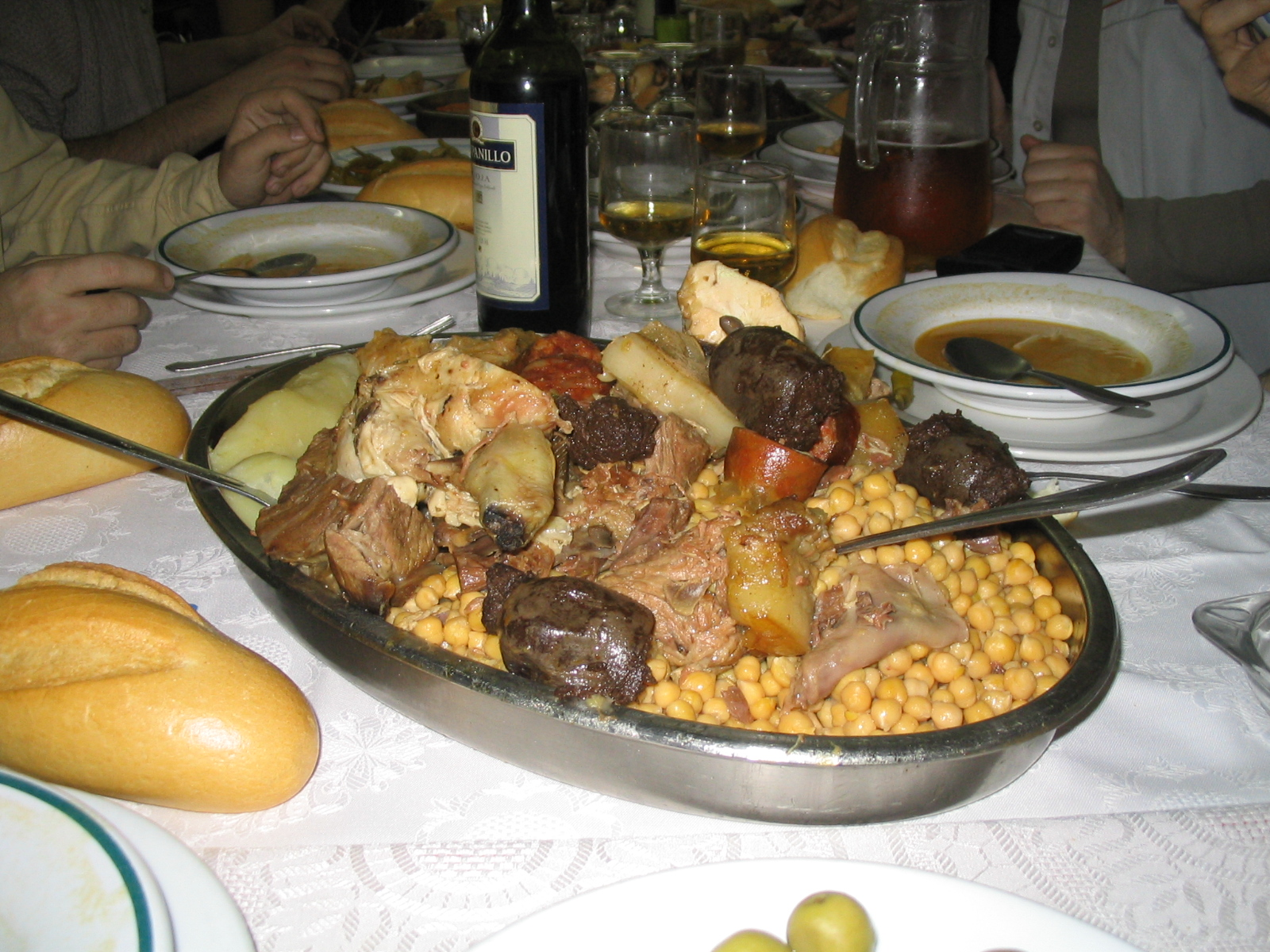
Cocido Madrileño

- Olla podrida, ein Eintopf aus Burgos
- Cocido madrileño, Kichererbseneintopf aus Madrid
- Spanferkel aus dem Ofen
- Pisto manchego, geschmortes Gemüse (Paprika, Tomaten, Zucchini)
- Callos, Kutteln
- Sopa de ajos, Knoblauchsuppe
- Gazpacho manchego, ein Eintopf aus La Mancha

## Regionale Spezialitäten
- Cecina, Dörrfleisch aus León
- Morcilla, Blutwurst aus Burgos

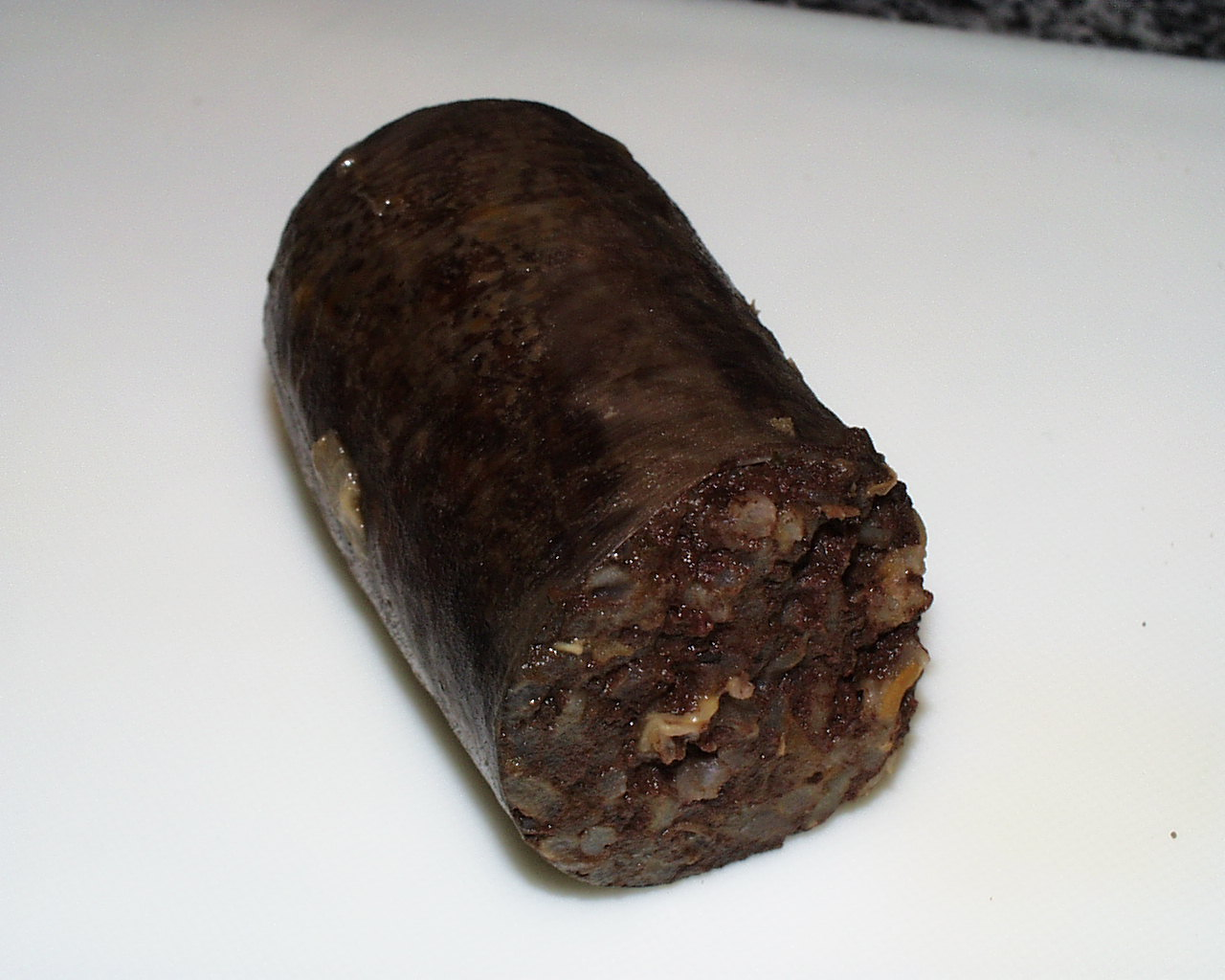
Morcilla de Burgos

- Serrano-Schinken und Chorizo aus Salamanca
- Anis-Likör

## Käse
Kastilische Käse werden vor allem aus Schafmilch hergestellt. Die Bekanntesten sind der Manchego-Käse aus Kastilien-La Mancha und der Queso-Zamorano-Käse aus der Provinz Zamora. In Burgos wird ein Frischkäse aus Schafmilch erzeugt, der Queso de Burgos.

## Weinbau
Einige der wichtigsten spanischen Weinbaugebiete sind in Kastilien anzutreffen. Herausragend sind hier die Gebiete La Mancha und Valdepeñas aufgrund ihrer Produktionsmenge, sowie Ribera del Duero und Toro für ihre hochwertigen Rotweine. Das Anbaugebiet Rueda ist bekannt für seine Weißweine, in Cigales werden vor allem Roséweine hergestellt.